# Афанасьев, Игорь Борисович
Игорь Борисович Афанасьев (род. 15 ноября 1962, Горький) — российский журналист, специализируется на космонавтике. Член Союза журналистов России.

## Биография
Выпускник МВТУ имени Н. Э. Баумана по специальности «Оборудование и технологии термической обработки металлов и сплавов». Работал в авиационной и ракетно-космической промышленности.
С 1998 года — редактор Издательского дома и журнала «Новости космонавтики».
Автор более тысячи публикаций в «Новостях космонавтики» и более ста (в том числе в соавторстве) — в журналах «Крылья Родины», «Самолёт», «Авиация и космонавтика», «Техника — молодёжи», «Популярная механика», «Вокруг света», «Взлёт» и др.
Автор брошюры «Неизвестные корабли» (1991), книг: «Р-12. Сандаловое дерево» (1998) и «Отечественные пилотируемые космические посадки» (2017). Соавтор книг «Мировая пилотируемая космонавтика» (2005), «Большой космический клуб» (2007; в переводе на корейский язык — 2011), «Космические крылья» (2009), «Космонавтика XXI века» (2010; в переводе на китайский язык — 2014), «Мы — первые» (2011), «Возвращение из космоса» (2012), «Евгений Григорьевич Юдин — каким мы его помним…» (2013), «Золотой век космонавтики» (2015), «Конструкторское бюро „Мотор“ 55 лет» (2016); редактор-составитель книги «Василий Павлович Мишин. Записки ракетчика. Воспоминания, дневники, интервью» (2017).

## Награды
- Лауреат Беляевской литературной премии 2007 года в номинации «За лучшую оригинальную просветительскую книгу года на русском языке» за книгу «Большой космический клуб» (совместно с Александром Лавреновым).
- Многократный победитель конкурсов «Заря» в номинациях «Лучший журналист СМИ в области космонавтики».